# Tui Regio
Tui Regio est une région de Titan, satellite naturel de Saturne.

## Caractéristiques
Tui Regio est centré sur 24,5° de latitude sud et 124,9° de longitude ouest, au sud de Xanadu.
Tui Regio ne semble pas posséder les canaux d'érosion qui marquent les autres régions de plateaux de Titan, suggérant qu'elle pourrait être géologiquement jeune. Des formations ressemblant à des coulées de lave ont été observées par la sonde Cassini, constituant peut-être des traces de cryovolcanisme.

## Observation
Tui Regio a été découvert par les images transmises par la sonde Cassini.
Il a reçu le nom de Tui, déesse chinoise du bonheur, de la joie et de l'eau.